# Pelorotelus
Pelorotelus is een geslacht van vliesvleugeligen uit de familie Eulophidae. De wetenschappelijke naam van dit geslacht is voor het eerst geldig gepubliceerd in 1904 door Ashmead.

## Soorten
Het geslacht Pelorotelus omvat de volgende soorten:
- Pelorotelus coerulens Ashmead, 1904
- Pelorotelus macilentus De Santis, 1988